# Animación influenciada por el anime
El anime influido se refiere a las producciones de animación no-japonesas que emulan ciertos aspectos de la temática anime. Con el auge de popularidad de este estilo de animación ha pasado a formar parte de la cultura internacional (fuera de Japón). 
Esto se debió en gran parte a los animes provenientes de Japón en las décadas 1980 y 1990, como Dragon Ball, Sailor Moon, Saint Seiya, etc.

## Trasfondo
En términos generales, el anime se refiere a la animación japonesa, siendo el más popular a nivel internacional. Productoras extranjeras del mercado occidental empezaron a hacer uso del estilo visual típico de los personajes como las expresiones faciales (para reflejar emociones) o realizar modificaciones en su fisionomía.
Series como The Batman, Teen Titans, Batman Beyond, Creature Commandos, X-Men '97 y Spider-Man Unlimited guardan algunas características del anime.

### América del Norte

#### Estados Unidos

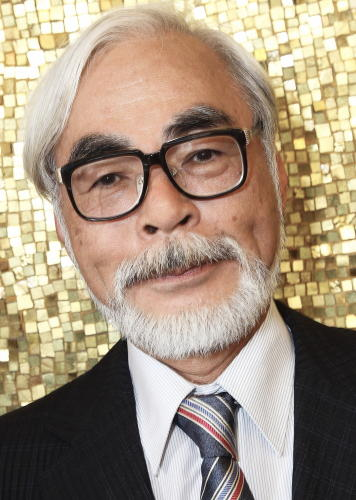
Hayao Miyazaki fue fuente de inspiración para varios artistas estadounidenses

En los años 80 las productoras estadounidenses se inspiraron en el anime para producir series como Transformers, aunque la serie original era nipona al igual que el merchandising. Para la elaboración de la serie se recurrió a la animación Mecha. La saga Transformers continúa a día de hoy con Transformers Animated en las que se basaron en obras de Gainax Co. como Gunbuster 2 y Gurren Lagann.
Con los diseños japoneses en la animación de Estados Unidos se replanteó el significado del "anime". Varios dibujantes han colaborado con artistas nipones expertos en el género, por ejemplo The Animatrix fue producida por los hermanos Wachowski tras visitar a creadores japoneses de los cuales se inspiraron y trabajaron en conjunto. Otras obras fueron entre las productoras Marvel Animation y Toei Animation como Dungeons & Dragons. Otras series destacadas entre los 80 y 90 fueron Animaniacs, DuckTales y Batman: The Animated Series.
En 2006 la serie Kappa Mikey cadena propietaria de Nickelodeon y Nicktoons Network distribuida por Animation Collective y Viacom parodiaron las características y las apariencias de las protagonistas. Esto recibió severas críticas de esa serie antes de su estreno.
Otro ejemplo es Avatar: The Last Airbender, serie considerada "anime" tanto por su trama y estilo. Bryan Konietzko y Michael Dante DiMartino, creadores de la serie declararon en una entrevista haberse inspirado en las obras de Hayao Miyazaki, en especial: La princesa Mononoke, El viaje de Chihiro y Mi vecino Totoro. Los trazos de la animación tuvieron su inspiración de otras series anime como Cowboy Bebop y Samurai Champloo.
The Boondocks también beben del anime a pesar de estar basado en el cómic homónimo de producción estadounidense, no obstante, la producción incluye referencias a Cowboy Bebop y Samurai Champloo. A diferencia de las ya mencionadas, esta serie está dirigida a un público más adulto.
El anime japonés también ha sido fuente de inspiración para compañías como Disney, Pixar y DreamWorks. Glen Keane, quien trabajase en La sirenita, La bella y la bestia, Aladdín y Tangled (esta última en animación CGI) acreditó a Miyazaki como "una gran influencia". Peter Docter, director de Up y Monsters, Inc. junto con otras producciones afirmó que "Miyazaki es una fuente de inspiración" en su trabajo. Chris Sanders y Dean DeBlois, directores de Lilo & Stitch y de Cómo entrenar a tu dragón han reconocido una importante influencia de Miyazaki en sus obras.

#### En Canadá
En cuanto a Canadá destacan series como la coproducción canadiense-francesa  Totally Spies.
En 2007 el cortometraje canadiense Flutter fue el primer anime no-asiático en ganar el certamen del Tokyo Anime Awards.

### Europa

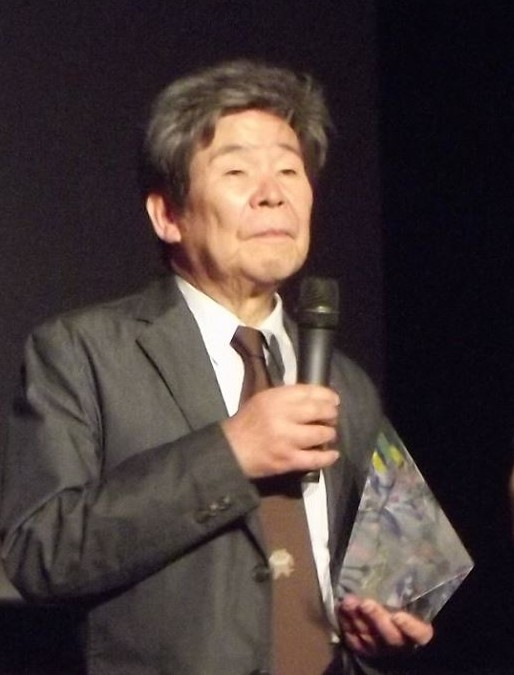
La obra de Isao Takahata es muy influyente en la animación europea.

En cuanto al ámbito europeo, una serie de renombre es Código Lyoko de producción francesa. De acuerdo a las palabras de los productores, "el arte poético y el impacto visual de la animación japonesa ofrece un mundo gráfico original y fuerte."
En 2016 se publicó se estrenó «La tortuga roja», una película que es fruto de una colaboración entre la animación europea y la japonesa, dirigida por Michaël Dudok de Wit y producida Studio Ghibli y Wild Bunch, donde el destacado director japonés Isao Takahata participó como director artístico. Película fue nominada al Oscar.
Así como Hayao Miyazaki es muy influyente en la animación estadounidense, Isao Takahata lo es en la animación europea, sus primeras obras Heidi y Marco fueron los primeros animes populares en el continente europeo, películas como la irlandesa «El pan de la guerra», la española «Psiconautas, los niños olvidados», las francesas «Persépolis» y «Funan» , tienen influencias  notorias en su obra más reconocida la película «La tumba de las luciérnagas», en el utilizar la animación como una obra documental, mostrando guerras, dictaduras, drogadicción y otras realidades duras desde los ojos infantiles, siendo obras  orientadas a un público adulto.
Las series francesa-americana W.I.T.C.H., francesas LoliRock y Miraculous: las aventuras de Ladybug y la italiana Winx Club están inspiradas en el género de anime "Mahō shōjo" o de las chicas mágicas.

### En Oceanía
En 2012 se estrenó la película Exchange Student Zero a través de Cartoon Network siendo uno de los animes destacados de Australia. Para 2015 se prevé una adaptación televisiva.

### América Latina
En esta región el género del anime local no cala tan hondo como en otras partes del mundo, sin embargo en Brasil se han hecho adaptaciones del cómic Holy Avenger con fuertes influencias en el manga, no obstante la falta de animadores especializados en el manga llevaron a la serie a ser cancelada. Otro ejemplo es la serie ''Os Under-Undergrounds''.
Panamá también se ha aventurado en este género, realizando así su primer anime llamado Yuke. Fue producida por AG Video en 2004 y su tema principal era el juego de las canicas. No obstante, la serie solo contó con una sola temporada y fue cancelada tiempo después.